# Musica indostana
La musica classica indostana rappresenta la scuola settentrionale della musica classica indiana; la scuola meridionale è rappresentata dalla musica carnatica. 
Originatasi nel periodo vedico, è una tradizione in evoluzione dal XII secolo, in quella parte del mondo che è ora occupata da India settentrionale, Bangladesh, Pakistan, Nepal ed Afghanistan.
La musica classica dell'Hindustan verte tradizionalmente intorno alla voce, con le parti musicali scritte prevalentemente per performance vocali; gli stili principali evolutisi nel tempo sono stati il Dhrupad, Khayal, Tappa, Tarana, Thumri, e il Ghazal, di origini persiane
Nonostante ciò si è sviluppata anche una forte tradizione strumentale; sebbene in passato gli strumenti fossero considerati in virtù della loro capacità di imitare la voce umana, ulteriore prova di come la musica indostana si concentrasse sulla performance vocale, sin dai tempi antichi sono esistite anche forme autonome di musica strumentale, e negli ultimi decenni, specialmente al di fuori dell'Asia meridionale, la musica strumentale indostana ha cominciato a superare in popolarità quella vocale.
Il ritmo più comune della musica indostana è il tintal (Hindi: तीन ताल).